# Third Division 1982-1983
La Third Division 1982-1983 è stato il 56º campionato inglese di calcio di terza divisione.

## Squadre partecipanti
| Squadra           | Città               | Stadio              | Stagione precedente                      |
| ----------------- | ------------------- | ------------------- | ---------------------------------------- |
| Bournemouth       | Bournemouth         | Dean Court          | 4º posto in Fourth Division, promosso    |
| Bradford City     | Bradford            | Valley Parade       | 2º posto in Fourth Division, promosso    |
| Brentford         | Londra (Hounslow)   | Griffin Park        | 8º posto in Third Division               |
| Bristol Rovers    | Bristol             | Eastville Stadium   | 12º posto in Third Division              |
| Cardiff City      | Cardiff             | Ninian Park         | 20º posto in Second Division, retrocesso |
| Chesterfield      | Chesterfield        | Saltergate          | 11º posto in Third Division              |
| Doncaster Rovers  | Doncaster           | Belle Vue           | 19º posto in Third Division              |
| Exeter City       | Exeter              | St James Park       | 18º posto in Third Division              |
| Gillingham        | Gillingham          | Priestfield Stadium | 6º posto in Third Division               |
| Huddersfield Town | Huddersfield        | Leeds Road          | 17º posto in Third Division              |
| Leyton Orient     | Londra (Leyton)     | Brisbane Road       | 22º posto in Second Division, retrocesso |
| Lincoln City      | Lincoln             | Sincil Bank         | 4º posto in Third Division               |
| Millwall          | Londra (Bermondsey) | The Den             | 9º posto in Third Division               |
| Newport County    | Newport             | Somerton Park       | 16º posto in Third Division              |
| Oxford United     | Oxford              | Manor Ground        | 5º posto in Third Division               |
| Plymouth Argyle   | Plymouth            | Home Park           | 10º posto in Third Division              |
| Portsmouth        | Portsmouth          | Fratton Park        | 13º posto in Third Division              |
| Preston North End | Preston             | Deepdale            | 14º posto in Third Division              |
| Reading           | Reading             | Elm Park            | 12º posto in Third Division              |
| Sheffield Utd     | Sheffield           | Bramall Lane        | 1º posto in Fourth Division, promosso    |
| Southend Utd      | Southend on Sea     | Roots Hall          | 7º posto in Third Division               |
| Walsall           | Walsall             | Fellows Park        | 20º posto in Third Division              |
| Wigan Athletic    | Wigan               | Springfield Park    | 3º posto in Fourth Division, promosso    |
| Wrexham           | Wrexham             | Racecourse Ground   | 21º posto in Second Division, retrocesso |

## Classifica finale
|  | Pos. | Squadra           | Pt | G  | V  | N  | P  | GF | GS  | DR  |
|  | ---- | ----------------- | -- | -- | -- | -- | -- | -- | --- | --- |
|  | 1    | Portsmouth        | 91 | 46 | 27 | 10 | 9  | 74 | 41  | +33 |
|  | 2    | Cardiff City      | 86 | 46 | 25 | 11 | 10 | 76 | 50  | +26 |
|  | 3    | Huddersfield Town | 82 | 46 | 23 | 13 | 10 | 84 | 49  | +35 |
|  | 4    | Newport County    | 78 | 46 | 23 | 9  | 14 | 76 | 54  | +22 |
|  | 5    | Oxford Utd        | 78 | 46 | 22 | 12 | 12 | 71 | 53  | +18 |
|  | 6    | Lincoln City      | 76 | 46 | 23 | 7  | 16 | 77 | 51  | +26 |
|  | 7    | Bristol Rovers    | 75 | 46 | 22 | 9  | 15 | 84 | 58  | +26 |
|  | 8    | Plymouth          | 65 | 46 | 19 | 8  | 19 | 61 | 66  | -5  |
|  | 9    | Brentford         | 64 | 46 | 18 | 10 | 18 | 88 | 77  | +11 |
|  | 10   | Walsall           | 64 | 46 | 17 | 13 | 16 | 64 | 63  | +1  |
|  | 11   | Sheffield Utd     | 64 | 46 | 19 | 7  | 20 | 62 | 64  | -2  |
|  | 12   | Bradford City     | 61 | 46 | 16 | 13 | 17 | 68 | 69  | -1  |
|  | 13   | Gillingham        | 61 | 46 | 16 | 13 | 17 | 58 | 59  | -1  |
|  | 14   | Bournemouth       | 61 | 46 | 16 | 13 | 17 | 59 | 68  | -9  |
|  | 15   | Southend Utd      | 59 | 46 | 15 | 14 | 17 | 66 | 65  | +1  |
|  | 16   | Preston N.E.      | 58 | 46 | 15 | 13 | 18 | 60 | 69  | -9  |
|  | 17   | Millwall          | 55 | 46 | 14 | 13 | 19 | 64 | 77  | -13 |
|  | 18   | Wigan             | 54 | 46 | 15 | 9  | 22 | 60 | 72  | -12 |
|  | 19   | Exeter City       | 54 | 46 | 14 | 12 | 20 | 81 | 104 | -23 |
|  | 20   | Leyton Orient     | 54 | 46 | 15 | 9  | 22 | 64 | 88  | -24 |
|  | 21   | Reading           | 53 | 46 | 12 | 17 | 17 | 64 | 79  | -15 |
|  | 22   | Wrexham           | 51 | 46 | 12 | 15 | 19 | 56 | 76  | -20 |
|  | 23   | Doncaster         | 38 | 46 | 9  | 11 | 26 | 57 | 97  | -40 |
|  | 24   | Chesterfield      | 37 | 46 | 8  | 13 | 25 | 43 | 68  | -25 |

Legenda:
      Promosso in Second Division 1983-1984.
      Retrocesso in Fourth Division 1983-1984.
Regolamento:
Tre punti a vittoria, uno a pareggio, zero a sconfitta.
A parità di punti le squadre venivano classificate secondo la differenza reti.